# Маковский, Анатолий Владимирович
Анатолий Владимирович Маковский (1933 — после 1995) — советский и русский поэт, инженер-программист.

## Биография
Происходил из рода Маковских. Родился в Подмосковье, детство провел в Киеве. Мать — театральная художница Галина Маковская, отчим — режиссёр Владимир Иогельсен. В 1940-х вместе с семьей оказался на оккупированной нацистами территории, затем в Германии, где его родители сотрудничали с труппой Сергея Радлова. Маковский жил в пансионате около Гамбурга, откуда бежал, беспризорничал, прибился к частям советской армии. После войны мать и отчим были репрессированы, а Маковский жил в детском доме в Иркутске.
Параллельно со средней школой окончил военное музыкальное училище. В 1952 г. был направлен в военное радиотехническое училище, которое окончил с отличием и стал офицером.
В 1953 поступил на мехмат МГУ, по окончании которого учился в аспирантуре, не окончив которую, в 1966 уехал в Новосибирск, где работал инженером-программистом. В 1978 году ушел из НИИ автоматизированных систем планирования и управления и с тех пор занимался неквалифицированным трудом. В 1992 переехал в Киев, в 1995 пропал без вести.

## Творчество
Литературная деятельность Маковского вся связана с московским и новосибирским андеграундом. Учась в МГУ, он входил в круг авторов, сложившийся вокруг Леонида Иоффе и Евгения Сабурова, а в Сибири сблизился с молодыми поэтами (в первую очередь Иваном Овчинниковым и Александром Денисенко), испытавшими его влияние и относившимися к нему как связующему звену с поэзией московской. До 1990 распространялись его сочинения исключительно в самиздате.
По определению критика А. Метелькова «Своеобразный, очень свободный поэтический язык Маковского <…>, словно бы снимающий кожух с механизма стиха, что особенно заметно в его импровизациях, пришелся в Сибири как нельзя кстати. Подобно тому, какие кульбиты выписывала судьба Маковского, менялся и его язык, имевший сперва „развязную“, „снобствующую“, но интеллигентную форму, а затем планомерно пришедший к упрощению и растворению в народном говоре».

## Публикации
- Заблуждения. — Новосибирск: Детская литература, Мангазея; 1992.
- Исторические сцены. — М.: АРГО-РИСК, 1998.
- Чемодан (Стихи из утраченного чемодана). — М.: Культурный слой, 2006.